# Báthory József
Báthory József (Battonya, 1923. február 21. – Zirc, 2013. november 6.) vegyészmérnök, kandidátus, tudományos főosztályvezető.

## Családja és tanulmányai
Szülei Báthory József telekkönyv-vezető, Molnár Ilona háztartásbeli; testvérei Báthory Erzsébet (1925–1972) és Báthory Béla (1927–2020).
Felesége Zádor Éva magyar–történelem szakos tanárnő (Szeged, 1931. június 6. – Veszprém, 2020. október 17.); gyermekei: Anna (1955–) vállalkozó, Gábor (1959–) rádiós-televíziós újságíró, kommunikációs és közművelődési szakember.
Báthory József  1923. február 21-én a Csanád megyei Battonyán született. A Kispesti Magyar Királyi Állami Deák Ferenc Gimnáziumban érettségizett 1941-ben, majd a Kolozsvári Ferenc József Tudományegyetemen, későbbi nevén a Bolyai Tudományegyetemen szerzett diplomát kémia szakon 1946-ban, 1948-ban pedig szerves kémiai doktori diplomát. Később, 1968-ban a kémiai tudományok kandidátusa és a Veszprémi Vegyipari Egyetemen petrolkémia szaktudományból a műszaki doktori címet is kiérdemelte.

## Életútja
Még kolozsvári tanulmányai közben, 1944. május elsejétől állást vállalt a Kolozsvári Gázgyárban, ahol megszervezte a kőszénkátrány-feldolgozó üzemet, majd az ennek végtermékeit hasznosító textilfesték- és gyógyszeralapanyag-üzemet. Egyetemistaként szemtanúja volt annak, ahogy Kolozsvárott a szovjetek málenkíj robotra hurcolják a férfiakat, de csodával határos módon elkerülte az elfogást. A Kolozsvári Gázgyár megszűnése után, 1947-1948-ig a Bolyai Egyetem szerves kémiai intézetében írta meg „A 2-metil-kromon-3-ol képződése a 2-acetobenzofurán-oxim-p-toluol szulfonsavas észterből” című doktori disszertációját. 1948–1950-ban tudományos munkatárs a Bernáth Andor Cukorgyárban, Marosvásárhelyen. A magyar kutatólaboratóriumban eljárást dolgozott ki a Betadine klórhidrát, a pectin és a citromsav előállítására. 
1950-ben volt egyetemi kollégája, Érdy Miklós (vegyészmérnök, később orientalista magyarságkutató) hívására, megtartott magyar állampolgársága birtokában, Magyarországra, a Veszprémben megalakuló Magyar Ásványolaj és Földgáz Kísérleti Intézetbe érkezett, ahol kezdetben a szerves kémiai osztály tudományos munkatársa lett. Az utazás kalandos: az időközben lezárt román–magyar határon egy vasúti mozdony szénterében rejtőzve jutott át.
Tehetségét hamar elismerték: 1951-től osztályvezető-helyettes, 1956-tól 1974-ig tudományos osztályvezető, 1974-től 1985-ig  tudományos főosztályvezető lett. Nyugdíjba vonulása után 1989-ig tudományos tanácsadóként segítette a tudományos kutatómunkát. 
Az 1956-os forradalom utolsó napjaiban beválasztották a Veszprémi Forradalmi Bizottságba, de érdemi tevékenység kifejtésére már nem jutott ideje. Emiatt az epizód miatt és a párttól való elhatárolódása miatt később megakadályozzák, hogy ösztöndíjjal egy USA-beli egyetemen folytasson kutatómunkát.
1950-től lett tagja a Magyar Kémikusok Egyesületének, 1965 és 1980 között az egyesület fegyelmi bizottságának, 1972-től az Amerikai Kémikusok Egyesületének. Az MTA Katalízis, Petrokémiai, illetve Szén és Kőolajipari munkabizottság, valamint a VEAB Műszaki és Hulladékhasznosítási Bizottság is tagjai közé hívta. Meghívott előadóként a petrolkémiai technológiákról adott elő a Veszprémi Vegyipari Egyetemen 1961–1963-ban és 1967–1968-ban. Az Egyiptom és Magyarország közötti együttműködési megállapodás keretében 1968 őszén a kairói National Resarch Centerben tartott előadásokat és konzultációkat egyiptomi kutatóknak. 1972-ben az Egyesült Államokbeli Palm Beach-ben részt vett az ötödik nemzetközi katalízis kongresszuson, és előadásokat tartott a Notre Dame-i egyetemen, valamint Charlestonban az Union Carbide cégnél. 1975-ben Tokióban előadást tartott a nemzetközi katalíziskongresszuson.
Munkatársaival együtt írt tudományos közleményei száma 112. Pályája során 98 előadást tartott magyarul, németül, angolul. Összesen 80 hazai és külföldi bejelentett szabadalmát fogadták el.

## Publikációi
Publikációinak száma közel 300 (112 tudományos közlemény, 99 előadás, valamint 81 hazai és külföldi szabadalom szerzője, társszerzője). 
Fontosabb közlemények:
- A 2-metil-kromon-3-ol képződése a 2-acetobenzofurán-oxim-p-toluol szulfonsavas észterből. (Doktori disszertáció.) Kolozsvár, 1948. – Vizes nedvesítésű szilárd karbamidos adduktképzés kőolajpárlatokkal. (Kandidátusi disszertáció.) Veszprém, 1967.
- Studies on Furan Compounds. (Társszerző) = J. Am. Chem. Soc. 1949. – La cristallisation extractive par l urée. (Társszerző) = World Petr. Congr.Proc. 1955.
- Die Trennung von Kohlenwasserstoff-gemischen durch Karbamidaddukte. (Társszerző) = Erdöl u Kohle 1956.
- Über die Beeinflussung der Korngrösse von Kohlenwasserstoffaddukten aus festem Harnstoff. (Társszerző) = J. prakt. Chemie 1960.
- Etilén-oxid előállítási kísérletek fémaluminium hordozós ezüstkatalizátorokkal. = Acta Chim. Hung. 1962.
- Folytonosüzemű alkilszulfonát előállítás technológiájának kifejlesztése. (Társszerző) = MÁFKI Közl. 1965.
- Nuove materie prime petrolchimiche: produzione dí idrocarburí normali con carbamide. (Társszerző) = Riv. Combust. 1966.
- Etilénoxid előállítás katalizátor-recirkulációs reaktorban. (Társszerző) = MÁFKI Közl. 1967.
- Über die Oxydation des Äthylens unter Anwendung von Inhibitoren. (Társszerző) = Z. Phys. Chem. 1967.
- Nagy szemcseméretű karbamidos n-szénhidrogén addukt előállítása. = MÁFKI Közl. 1969.
- The effect of promotors and inhibitors on the catalytic oxidation of ethylene. (Társszerző) = 2nd Conf. Appl. Phys. Chem. Bp., 1971.
- Über ein neues Verfahren zur Herstellung von Normal-Paraffinen. = Chem. Anl. Verf. 1972.
- Erfahrungen über die Herstellung und Nutzung des Neopentylglykols. (Társszerző) = Chem. Anl. Verf. 1973.
- Untersuchungen der zur Dehydrierung von n-Hexan Verwendeten Katalysatoren. (Társszerző) = Hung. J. Ind. Chem. 1978.
- Aktívfém kinyerése ipari hulladékanyagból. Fémnikkel kinyerése használt katalizátorokból. (Társszerző) = MÁFKI Közl. 1978.
- Előadások: Production of ethylen-oxyd using a reactor with catalyst recirculation. (Társszerző) = Fizikai Kémiai Konferencia, Bp., 1966.
- The Action of Promotors Inhibitors on the Catalytic Oxidation of Ethylene. Notre Dame University, USA, 1972.
- Experiments for Ethylene Oxide Production in Catalyst Recirculation Reactor. Union Carbide Co., Charleston, USA, 1972.
- A catalyst recirculation reactor for ethylene-oxide formation. Petrochemical Co., Tokyo, Japán, 1975.
- Formation of urea complex of Large Particle Size for the Production of high Purity Normal Hydrocarbons. Tokyo, Japán, 1975.
- Catalytic Dehydrogenation on n-Hydrocarbons, Inst. Res. Catal., Lyon-Villeurbanne, Franciaország, 1978.
- Selective deactivation of noble metal catalysts for the n-hydrocarbon dehydrogenation reactions. Toyo Eng. Corp., Tokyo, Japán, 1980.
- Magyar szabadalmak: Eljárás egyenesláncú szerves vegyületek kiválasztására karbamiddal adduktképzés útján. (Társszerző.) HU 146.607. 1957.
- Folytonosüzemű mozgóágyas eljárás gázok közötti exoterm reakciók megvalósítására szemcsés vagy hordozós katalizátorok közreműködésével. (Társszerző.) HU 151.080. 1961.
- Eljárás piperonil-butoxid előállítására. (Társszerző.) HU 180.500. 1982. – Eljárás o-fenilén-diamin előállítására. (Társszerző.) HU 186.018. 1982.
- Eljárás vörösiszap vasmentesítésére és vaspentakarbonil előállítására. (Társszerző.) HU 193.500. 1983.
- Eljárás nikkel kinyerésére, használt nikkel tartalmú hulladékból, nikkel-tetrakarbonil formában. (Társszerző.) HU 196.718 1984.

## Kitüntetései
- 1953 – Vegyipar Kiváló Dolgozója
- 1968 – Kiváló Feltaláló ezüst fokozata
- 1970 és 1982 – Kiváló Feltaláló arany fokozata
- 1973 – Munka Érdemrend bronz fokozata
- 1983 – Kiváló Dolgozó (MÁFKI)
- 1985 – Munka Érdemrend ezüst fokozata